# Institut national spécialisé d'études territoriales
Pour les articles homonymes, voir INSET.
 (mai 2020).
Si vous disposez d'ouvrages ou d'articles de référence ou si vous connaissez des sites web de qualité traitant du thème abordé ici, merci de compléter l'article en donnant les références utiles à sa vérifiabilité et en les liant à la section « Notes et références ».
Un Institut national spécialisé d'études territoriales (ou INSET ; appelé École nationale d'application des cadres territoriaux ou ENACT jusqu'en 2010) est un établissement d'enseignement supérieur qui forme les cadres territoriaux. 
Les INSET font partie avec l'Institut national des études territoriales (INET) de Strasbourg du réseau des instituts du Centre national de la fonction publique territoriale (CNFPT).

## Localisation et spécialisation
Ces instituts sont au nombre de cinq sur le territoire français. Ces instituts ont une vocation territoriale, puisqu’ils rayonnent chacun sur une partie du territoire national mais aussi thématique, puisque chaque institut développe à l’échelle nationale une expertise sur un grand champ de l’action publique locale :
- INSET de Montpellier : services techniques urbains et infrastructures publiques.
- INSET de Dunkerque : aménagement et développement durable des territoires.
- INSET de Nancy : actions éducatives, sportives, culturelles, alimentation et laboratoires, démocratie, citoyenneté et éthique publique.
- INSET d’Angers : solidarité, cohésion sociale et enfance.
- INSET de Strasbourg

## Mission des INSET
Les missions des instituts sont de produire une offre de formation.

### Formation d'intégration
La formation d'intégration[source insuffisante] est la première étape de la construction du parcours professionnel et la condition de titularisation. Ses objectifs sont de sensibiliser les agents à un environnement professionnel en mutation et les aider à appréhender les valeurs du service public.

### Formation de professionnalisation
Ces formations permettent d'accompagner les évolutions importantes du parcours des agents et de les perfectionner dans l'exercice de leur activité professionnelle.
- Formation de professionnalisation au premier emploi : entre 5 et 10 jours pendant les deux années suivant la date de nomination.
- Formation de professionnalisation : entre 2 et 10 jours par période de 5 ans et entre 3 et 10 jours dans les 6 mois suivant la nomination dans un poste à responsabilité puis entre 2 et 10 jours par période de 5 ans.

## Direction
La directrice générale du CNFPT, France Burgy, en fonction depuis janvier 2019, est directement responsable du réseau des Instituts.

### Liens Externes
- Site du CNFPT